# Tifoseria dell'Unione Sportiva Triestina Calcio 1918
In questa voce sono riportate informazioni relative alla storia ed evoluzione della tifoseria dell'Unione Sportiva Triestina Calcio 1918, società calcistica italiana con sede a Trieste.

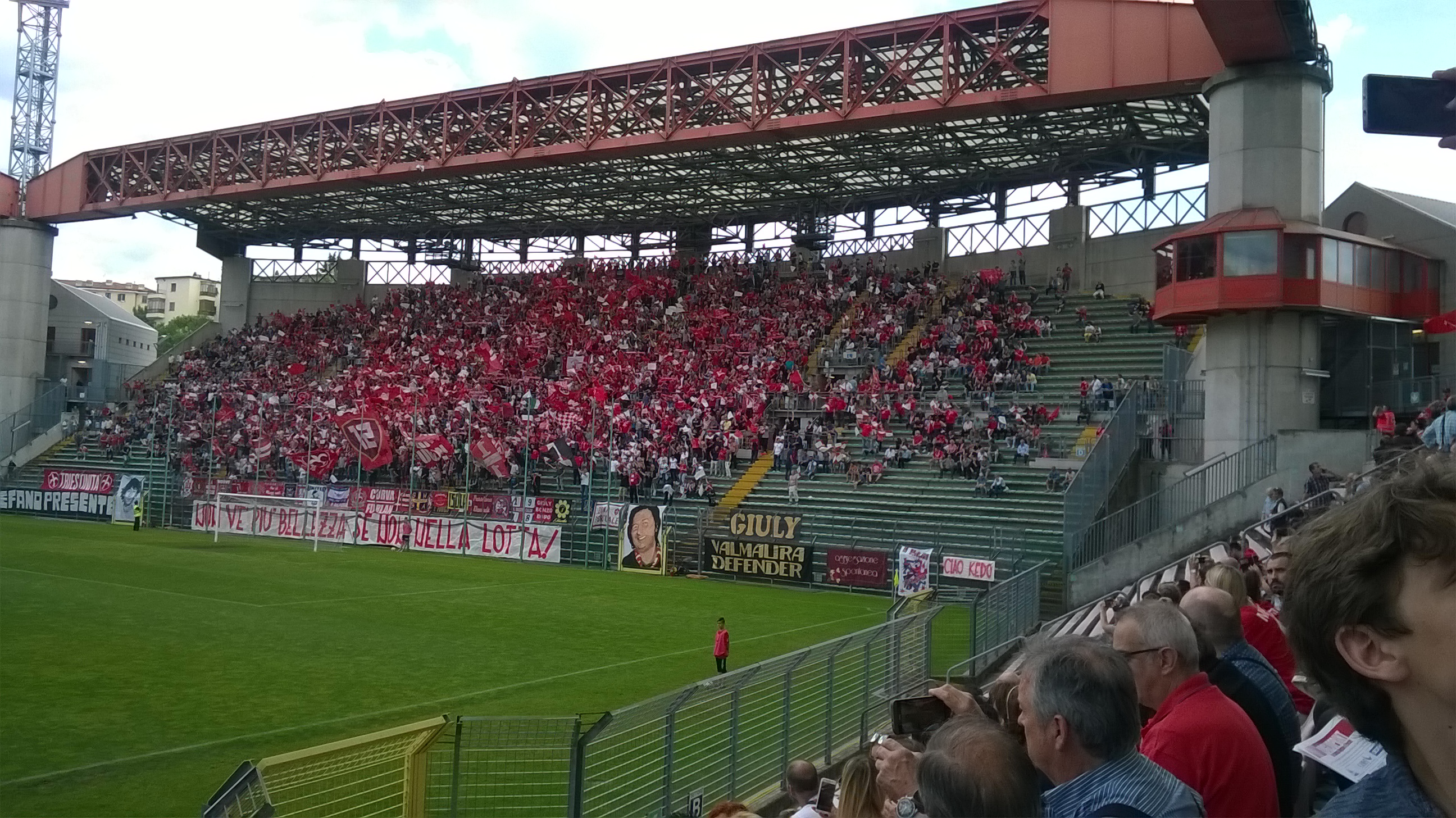
La coreografia della curva Furlan nella finale dei play-off della Serie D 2016-2017 Triestina-Virtus Vecomp Verona.

## Contesto
La tifoseria organizzata trova posto nella curva sud dello Stadio Nereo Rocco, intitolata a Stefano Furlan, giovane tifoso alabardato, morto all'età di 20 anni, il 1º marzo 1984, in seguito a una carica delle forze dell'ordine al termine di un derby di Coppa Italia tra Triestina e Udinese. La curva Furlan, fulcro del tifo alabardato, non ha, di fatto, una sua organizzazione piramidale. 

## Composizione demografica
La tifoseria alabardata è concentrata in massima parte nella provincia di Trieste e gode di un certo seguito anche nella provincia di Gorizia. Ovviamente la squadra viene seguita con affetto anche dai molti giuliani emigrati nel mondo. Tra i tifosi illustri dell'Alabarda c'è da ricordare il poeta Umberto Saba che, come detto, dedicò alcune poesie al gioco del calcio ispirato dalla frequentazione dello stadio.

## Orientamento politico
L'orientamento politico della curva è sempre stato di estrema destra, anche se negli ultimi anni per le leggi sulla politica, la politica stessa in curva si è affievolita.

## Fan club
Vi è un Centro di Coordinamento dei Triestina Club, fondato nel 1974, che riunisce 35 club di tifosi. Edita un periodico, Il Tifone Rossoalabardato, che viene distribuito gratuitamente presso lo stadio Rocco in occasione delle gare interne della Triestina.

## Tifoseria organizzata
Il movimento ultras a Trieste ha origine con la nascita degli Ultras Trieste nel 1976. Gli Ultras Trieste, nel loro primo anno di vita, occupavano la gradinata del vecchio Stadio Giuseppe Grezar, nel 1977 presero poi posto nella curva sud del vecchio impianto. Mantennero questa postazione fino al trasferimento nello Stadio Nereo Rocco, avvenuto nella stagione 1992-1993, dove tuttora occupano la già citata curva Furlan. Gli Ultras Trieste si sciolgono dopo trent'anni di attività nel 2006. Attualmente sono presenti diversi gruppi; oltre al principale, il Gruppo Curva Furlan, sono molto attivi il Nucleo San Giacomo, Trieste Casuals, Alcool Trieste e altri gruppi minori.

### Cronologia
1974 - Nascita del Centro di Coordinamento dei Triestina Club
1976 - Nascita degli Ultras Trieste
1988 - Nascita del Nucleo San Giacomo
1995 - Nascita degli Alcool Trieste
2006 - Scioglimento degli Ultras Trieste
2006 - Nascita del Gruppo Curva Furlan

## Casi di tifosi rimasti uccisi

### Il caso Stefano Furlan
L'8 febbraio 1984, durante il derby di Coppa Italia Triestina-Udinese, dopo il fischio finale scoppiano gravi incidenti tra le tifoserie. Il tifoso Stefano Furlan, subisce violente percosse da parte di agenti di polizia. Entrato in coma, morirà nel reparto di rianimazione, dopo venti giorni in ospedale, il 1 marzo 1984. Nel 1985 un poliziotto verrà condannato a un anno di reclusione per eccesso colposo nell'uso del manganello. Alla sua memoria è stata dedicata la curva Nord dello stadio Nereo Rocco di Trieste.

## Gemellaggi e rivalità

### Gemellaggi e amicizie
| - Verona (dai primi anni 1980) - Lazio (dagli anni 1980) - Massese - Pro Patria (dal 1977) - Monza (1980-81) | - Ascoli (terminato) - Cesena (terminato) - Brescia (terminato) - Cavese (amicizia) - Austria Vienna |

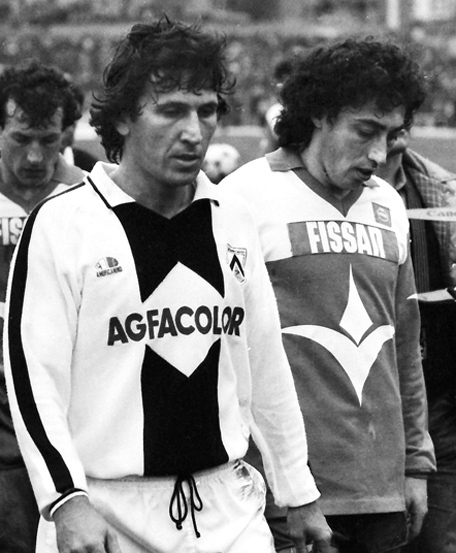
Il friulano Zico e il giuliano Franco De Falco in occasione del derby regionale di Coppa Italia dell'8 febbraio 1984: la rivalità con l'Udinese è la più antica e sentita da parte del tifo triestino.

La tifoseria triestina sostiene dei gemellaggi con:
- Hellas Verona: risalente agli anni settanta e molto sentito da entrambe le tifoserie, incentivato dalle forti convergenze politiche delle due curve. Il motto "Muli e butei per sempre fradei", in tal senso, testimonia il forte legame esistente.[6]
- Lazio: con gli esponenti della Curva Nord laziale, risale agli anni ottanta, quando entrambe le squadre militavano in Serie B. Successivamente i tifosi triestini, in un Derby di Roma, esposero i vessilli biancocelesti, saldando ancor di più il rapporto.[7]
- Massese: molto sentito da entrambe le fazioni.
- Pro Patria: risalente al lontano 1977 e tuttora molto sentito da entrambe le tifoserie.
- Monza: molto forte tra la fine degli anni ottanta e l'inizio degli anni novanta.

In passato ci furono dei gemellaggi con gli ultras dell'Ascoli, del Cesena, del Brescia e con la Cavese. Quest'ultima fazione mantiene attualmente rapporti di reciproco rispetto, mentre con Ascoli e Brescia si è creata rivalità.
Di recente è nato un gemellaggio con l'Austria Wien (Austria), come testimonia una bandiera riportante i blasoni di entrambe le società calcistiche. Sostiene inoltre amicizie con Catania, Paris Saint-Germain (Francia), Bari e Piacenza. Da notare poi una breve amicizia negli anni '80, con i Granata Korps, gruppo ultras di destra del Torino.

### Rivalità
Le principali rivalità sono con:
- Udinese: la più antica, oltre ad essere anche la più accesa e la più sentita, ed è dovuta alla vicinanza delle città di Trieste, capoluogo del Friuli-Venezia Giulia e della Venezia Giulia, e di Udine, capoluogo storico del Friuli.
- L.R. Vicenza:[8] verso gli arcirivali del Verona, i giuliani hanno una rivalità storica e molto sentita, incentivata anche dal gemellaggio fra vicentini e udinesi.
- Livorno: causata principalmente da divergenze politiche, essendo certe frange di ultras della tifoseria alabardata prevalentemente di destra e quella livornese invece di sinistra; dovuta anche al gemellaggio che i tifosi giuliani hanno con i tifosi laziali, rivali storici dei livornesi. L'astio è stato anche alimentato da uno striscione esibito dai tifosi del Livorno nel 2002 durante una partita di campionato, che inneggiava a Tito e alle foibe.
- Bologna: rivalità molto sentita, dalla tifoseria alabardata. E dalla parte medio-vecchia, dei Ultras Bolognesi. Per motivi sempre legati alla politica, E per i numerosissimi scontri con la tifoseria bolognese. E per il vecchio gemmelaggio, Bologna-Udinese.
- Padova: dovuta, in gran parte, ai trascorsi di un simbolo della Triestina, Nereo Rocco, nelle file del Padova, ma anche da vecchi rancori di tipo calcistico.
- Treviso: tuttora molto sentita, dovuta alle vicende sportive del Campionato Nazionale Dilettanti 1994-1995, quando la Triestina lottò per la conquista del campionato con la formazione biancazzurra, perdendolo proprio a causa della sconfitta casalinga con i trevigiani.
- Pescara: dovuta al gemellaggio dei pescaresi coi vicentini ed all'amicizia coi livornesi.
- Pordenone: più recente rispetto alle altre, dovuta soprattutto a scopi territoriali come nel caso dell'Udinese e anche alla lotta per la promozione in Serie B nella stagione 2018-2019, dove le due squadre si batterono per il primato del girone B, ma in cui tuttavia il primo posto del Pordenone, dominatore del campionato, non fu mai veramente messo in discussione. Ad inasprire la rivalità è stata anche la presunta responsabilità dei pordenonesi per le scritte offensive apparse all'interno della curva alabardata la notte precedente alla trasferta a Trieste della stagione 2018-2019. Nessuna prova dell'effettiva colpevolezza dei supporters pordenonesi (dissociatisi dal gesto) è mai stata presentata, nonostante l'area sia pesantemente video sorvegliata.
- Pisa: rivalità esistente da anni, inasprita durante la finale play-off della Serie C 2018-2019: un'andata non troppo colorita con lancio di pietre ai pullman tornanti dalla trasferta, ma soprattutto il ritorno perso dai rosso-alabardati per 1-3 in casa con un arbitraggio discusso, negando così alla Triestina di accedere definitivamente in Serie B.
- Virtus Verona: antagonismo sportivo legato alla finale play-off di Serie D 2016-2017 e l'attuale militanza di entrambe le squadre nel medesimo girone di Serie C.

Una rivalità da non dimenticare è quella con gli ultras della Sambenedettese.
Altre rivalità, derivanti da motivi politici e/o calcistici sono con le tifoserie di Atalanta, Parma, Ternana, Rimini, SPAL, Mantova, Genoa, Como, Cesena, Vis Pesaro, Trapani, Carrarese, Lucchese, Modena, Ancona, Venezia, Mestre, Juventus e Ravenna.